# Gridbots Technologies
Gridbots Technologies est une entreprise indienne de technologie. Elle travaille dans les domaines de la robotique, de l’intelligence artificielle, de l’automatisation industrielle et de l’apprentissage automatique. L’entreprise conçoit et fabrique des robots dans les domaines du nucléaire, de l’espace et de l’industrie, pour détecter les défauts, mesurer les dimensions, trier et classer les produits, permettant ainsi à ses clients d’atteindre leurs objectifs d’usine numérique.
L’entreprise a été fondée en août 2007 par Pulkit Gaur,,, un geek passionné de technologie, d’électronique et d’informatique depuis son enfance. Né à Jodhpur, dans l’État du Rajasthan, il a obtenu en 2004 un baccalauréat en ingénierie avec distinction du célèbre Jodhpur Engineering College. Cet « innovateur obsessionnel et compulsif » est détenteur des titres de « TED Fellow » et « MIT Young Innovator of the Year »,. Il occupe simultanément les postes de directeur de la technologie et membre du conseil d'administration de Gridbots,. L’entreprise compte aujourd’hui plus de 50 salariés. Son siège social est situé à Ahmedabad,, dans le Gujarat, en Inde,,, mais elle possède aussi des bureaux à Pune et à Delhi, Jaipur (Meerut) et Faridabad.
Gridbots Technologies compte parmi ses clients diverses organisations gouvernementales indiennes comme le ministère de l'intérieur à New Delhi, la marine indienne, le centre de recherche atomique Bhabha, l’Oil and Natural Gas Corporation, l’Organisation indienne pour la recherche spatiale,, l’IIT Gandhinagar, l’Institut national de design à Ahmedabad, la police du Gujarat. Elle a aussi de nombreux clients privés tels que le groupe Borosil, le groupe Adani, le groupe Essel, le groupe Marico, le groupe Piramal, le groupe Future, Godrej Manufacturing, Disney India, Tata Power,, entre autres.
Après avoir fondé son entreprise de robotique en 2007, la première réalisation de Pulkit Gaur a été de concevoir un robot sous-marin capable de nettoyer les réservoirs d’eau souterrains dans son État natal, le Rajasthan, où l’eau est rare. Le seul choix auparavant était de vider tout le réservoir, ce qui, dans les États sujets à la sécheresse, n’était pas une option viable, en raison du manque de sources d’eau alternatives. Gaur et son équipe ont conçu un robot qui entrerait dans le réservoir d’eau souterrain et aspirerait toute la saleté à travers une pompe, avec une perte d’eau de seulement 5 %, contre 100% lors du vidage. Gaur a été contacté par le Centre de recherche atomique Bhabha (BARC). À la suite de l'accident nucléaire de Fukushima, BARC souhaitait sécuriser contre toute fuite éventuelle ses réservoirs qui stockent les barres de combustible radioactif. Gridbots Technologies a livré à BARC en décembre 2012 un robot pour aider à prévenir toute fuite radioactive. À partir de là, de nombreuses entreprises se sont déclarées intéressées par ses produits.
L'entreprise a développé un drone de combat « tueur de tanks », baptisé Titan Autonomous Tank Killer, d'un poids stupéfiant de deux tonnes,.